# Villar de Cañas
Villar de Cañas es un municipio y localidad española de la provincia de Cuenca, en la comunidad autónoma de Castilla-La Mancha. El término municipal tiene una población de 368 habitantes (INE 2024).

## Geografía
Villar de Cañas limita con los siguientes municipios (en el sentido de las agujas del reloj): Zafra de Záncara, Villares del Saz, Montalbanejo, Alconchel de la Estrella, Villarejo de Fuentes y Montalbo.
El municipio se encuentra situado en la cuenca hidrográfica del Guadiana. El río Záncara surca el territorio de Villar de Cañas entrando por el norte y discurriendo en sentido sursudoeste. El término municipal de Villar de Cañas se encuentra situado a 40 km al norte del Acuífero 23.
Tiene un área de 70,60 km² con una población de 447 habitantes (INE 2015) y una densidad de 6,74 hab./km².

## Historia
A mediados del siglo XIX, la villa tenía contabilizada una población de 1439 habitantes. Aparece descrita en el decimosexto volumen del Diccionario geográfico-estadístico-histórico de España y sus posesiones de Ultramar de Pascual Madoz de la siguiente manera:

VILLAR DE CAÑAS: v. con ayunt. en la prov. y dióc. de Cuenca (7 leg.), part. jud. de Belmonte (4), aud. terr. de Albacete (16 1/2) y c. g. de Castilla la Nueva (Madrid 21): sit. á la parte SO. de la prov. en un llano, cercado de colinas por toda la circunferencia, y como á 1/2 leg. al S del r. Zancara: su clima es frio sujeto á los vientos N. y O. y poco propenso á enfermedades. Consta de 394 casas de mediana construccion y á propósito para las faenas agrícolas, cárcel y casa de ayunt.: hay escuela de primeras letras concurrida por 86 alumnos y dotada con 1,800 rs. del fondo de propíos, y una corta retribucion que dan los padres de los discípulos no pobres, ascendiendo todo á 3,600 ó 4,000 rs.: para surtido del vecindario tiene varios pozos de aguas abundantes, aunque bastante medianas: la igl. parr. (Ntra. Sra. de la Asuncion) está servida por un cura de término y un sacristan; al NO. del pueblo y á 200 pasos de dist. se halla la ermita de Ntra. Sra. de la Cabeza. El térm. confina por N. con Montalvo y el Congosto; E. Villares del Saz; S. Montalbanejo, y O. Alconchel y Villarejo de Fuentes; en su jurisd. se hallan dos casas de labor llamadas de las Monjas y de Casalonga y un desp. titulado de Alcolea: el terreno es de mediana calidad y se esta reduciendo á cultivo una gran porcion de vega, que á causa del poco declive se hallaba inundada de agua; verificado el desagüe se habrá aumentado su riqueza territorial con 400 fan. mas de labor; parte del térm. lo riega el mencionado r. : al E. del pueblo y á 500 pasos hay un pequeño monte poblado de mata baja de encina, su estado es bastante deteriorado: los caminos son locales y el de herradura de Madrid á Valencia pasa por la v.: la correspondencia se recibe de la administracion de Tarancon por la carteria de Villares del Saz, miércoles, viernes y domingos al anochecer, y sale los mismos días. prod.: trigo, cebada, centeno, avena, escaña, almortas, garbanzos, anis, azafran, algun vino y aceite, cerezas y legumbres: la principal cosecha es la de trigo arisnegro ó claro: se cria ganado lanar y poco cabrío; caza de liebres, perdices y conejos, y en las lagunas ó sitios pantanosos de la citada vega varias aves acuátiles. ind.: la agrícola, un molino harinero, otro de viento, varios tejedores, un tintorero para telas del pais, y otros oficios indispensables. comercio: la estraccion de trigo, para Valencia y la importacion de algunos artículos de primera necesidad. pobl.: 387 vec., 1,439 alm. cap. prod.: 3.701,280 rs. imp.: 185,064: el presupuesto municipal asciende á 11,400 rs. y se cubre con el producto de propios y otros arbitrios.

El 10 de setiembre de 1837 ocupaba esta pobl. el pretendiente D. Cárlos con alguna fuerza de su ejército, cuyo resto se estendia por las pobl. inmediatas, en su intentada espedicion sobre la Corte.
(Madoz, 1850, p. 236)

## Demografía
Villar de Cañas cuenta con una población de 368 habitantes (INE 2024).
| Gráfica de evolución demográfica de Villar de Cañas entre 1842 y 2021                                               |
| |
| Población de derecho según los censos de población del INE Población de hecho según los censos de población del INE |

La evolución demográfica de Villar de Cañas, como se puede observar en la tabla, ha estado marcada por dos etapas diferentes, una primera de fuerte crecimiento que comprende desde el inicio del siglo XX hasta la década de 1940 en la que alcanza su máximo. 
Una segunda fase de fuerte pérdida demográfica que llega hasta la actualidad. En la década de 1920 se produjo un retroceso considerable que fue superado en la década siguiente. En 110 años el contingente demográfico de Villar de Cañas ha llegado a superar los 1700 habitantes y ha descendido hasta los 447 de 2015. Se trata del modelo seguido por una gran mayoría de pequeños municipios tanto conquenses como castellano-manchegos y españoles.

## Administración y política
En febrero de 2023 el pueblo de Villar de Cañas fue noticia debido a los comentarios de su alcalde, José María Saiz Lozano. Durante una entrevista concedida al periodista Javier Negre, Sainz Lozano afirmó que “Todos nos dicen, hinca los codos para estudiar. Esa hincó las rodillas y, fíjate, ministra”. “Irene Montero tiene la boca llena de llagas de chupársela al coletas”. Cuando habla de "el coletas" José María Saiz Lozano se refiere a Pablo Iglesias Turrión. La secretaria de Estado de Igualdad, Ángela Rodríguez, declaró que las palabras de Saiz Lozano son "parte del discurso misógino y de odio que se normaliza sobre ella y tantas otras mujeres que sufren violencia solo por el hecho de estar en política y defender los derechos de todas". Por su parte, el líder del PP, Alberto Núñez Feijóo, censuró las palabras de José María Saiz, asegurando que “no todo vale en política” y que no aceptaría “ningún ataque a la dignidad de la mujer”:A José María Saiz Lozano se le conoce, además, por querer llevar a Villar de Cañas un basurero nuclear, por afirmar que Emiliano García-Page, Presidente de la Junta de Comunidades de Castilla-La Mancha y sus consejeros "se fuman una alpaca de marihuana y cada uno sale por donde quiere". También refiriéndose a García-Page añadió que "Es malo como él solo, tonto como él solo e inútil como él solo".
En 2023 Saiz Lozano cumplía su séptima legislatura al frente del Ayuntamiento de Villar de Cañas, siempre en representación del Partido Popular. En marzo de ese año, y debido a sus insultos a Irene Montero, fue suspendido de militancia, y no podrá volver a presentarse a unas elecciones bajo las siglas del Partido Popular.
Proyecto de Almacén Temporal Centralizado (ATC) de Residuos Nucleares
El 27 de enero de 2010 el ayuntamiento aprobó la candidatura para que la localidad albergue un almacén de residuos nucleares. -Almacén Temporal Centralizado- ATC. También lo hicieron otros 10 municipios en todo el país, por lo que el Gobierno de España tuvo que elegir uno de ellos.
Esto sucedió 30 de diciembre de 2011, día en el que el Consejo de Ministros elige Villar de Cañas para albergar el almacén de residuos nucleares (español). Los terrenos propuestos por el Ayuntamiento de la localidad son de tipo rústico o uso agrario y no cuentan con ningún tipo de protección ambiental, ni presencia de hábitats de especies en peligro de extinción, ni de Parques nacionales, Naturales o espacios de la Red Natura 2000. 
El ayuntamiento, en su candidatura aseguró un plazo de disponibilidad inmediato en la zona conocida como "Las Balanzas-Los Boleos" y el acuerdo con los propietarios. La adjudicación se ha justificado en que los terrenos se ubican en una zona llana, sin terremotos destructores catalogados en un radio de 160 kilómetros y que en un radio de 15 kilómetros, sólo ha habido tres seísmos catalogados cuya magnitud no supera ni los 3,2 grados de magnitud ni los 3 grados de intensidad.
Se han producido reacciones a favor y en contra de la iniciativa. Entre las contrarias las hay tanto de organizaciones sociales, políticas o sindicatos, creándose una plataforma contra el ATC. Asimismo, se creó una Plataforma ciudadana a favor del proyecto, que ha aglutinado diferentes significaciones políticas, sociales y económicas de la zona y de la región.
Como puntos a favor, la inversión prevista de entre 700 y 900 millones de euros que se prevé, provocará un revulsivo para la economía local. 
En 2018 la misión internacional ARTEMIS ratificó que la mejor opción para almacenar este material era la construcción del ATC y era el consenso general entre expertos. El Gobierno de España paraliza en 2022 los trabajos de diseño del ATC y en diciembre de 2023 decide sustituirlo por 7 almacenes individuales.

## Administración
| Periodo   | Nombre                    | Partido                         |
| --------- | ------------------------- | ------------------------------- |
| 1979-1983 | Tomas Zaplana Saiz        | FN                              |
| 1983-1987 | Tomas Zaplana Saiz        | Alianza Nacional 18 de Julio    |
| 1987-1991 | Mariano Ruiz Escamilla    | Falange Española                |
| 1991-1995 | Daniel Zaplana Ruiz       | Alianza Nacional 18 de Julio    |
| 1995-1999 | Fernando Hurtado Moya     | Unión de Agricultores Manchegos |
| 1999-2003 | Alberto Contreras Infanta | PP                              |
| 2003-2007 | Pablo Santos Segura       | España 2000                     |
| 2007-2011 | Pablo Santos Segura       | España 2000                     |
| 2011-2015 | Jóse María Sanz Alepuz    | PP                              |